# Eduardo Jusué
Eduardo Jusué Fernández de Peragata (Potes, 19 de octubre de 1846-Santander, 18 de mayo de 1922) fue un historiador, cronólogo, epigrafista y numismático español.

## Biografía
Fue coterráneo y amigo de Manuel Bustamante y Mier, como él nacido en Potes. Dirigió el Colegio de San Isidoro en Madrid y fue miembro correspondiente de la Real Academia de la Historia. Fue colaborador de El Magisterio y del Boletín de la RAH. Desarrolló sus estudios epigráficos y numismáticos fundamentalmente en la comarca de Liébana, de donde era natural. Sus estudios generales se orientaron además hacia la Cronología, para la que escribió obras importantes, y hacia la historia eclesiástica, para la cual ayudó a concluir la monumental España Sagrada del padre Enrique Flórez.

## Obras
- Tablas de reducción del cómputo musulmán al cristiano y viceversa: precedidas de una explicación en castellano y en latín, compuestas por procedimientos completamente nuevos, Madrid: Imprenta de L. Aguado, 1903
- Cartulario del Monasterio Santo Toribio de Liébana : versión mecanografiada, 1904
- Tablas para comprobación de fechas en documentos históricos, 1910.
- Tablas abreviadas para la reducción del cómputo árabe y del hebraico al cristiano, 1917
- Libro de Regla o Cartulario de la Antigua Abadia de Santillana del Mar, Madrid, 1912
- Documentos inéditos del Cartulario de Santo Toribio de Liébana (año 831) durante los reinados de Alfonso II, Ramiro I y Fruela II.

## Fuente
- Blanco Sánchez, Rufino (1925). Elementos de literatura española e hispanoamericana (3.ª edición). Madrid: Tip. de la "Revista de Archivos, Bibliotecas y Museos". Wikidata Q123245819.

- Datos: Q5819344